# Pas japonais
Ne doit pas être confondu avec Pierres de gué.
Pour les articles homonymes, voir Pas.

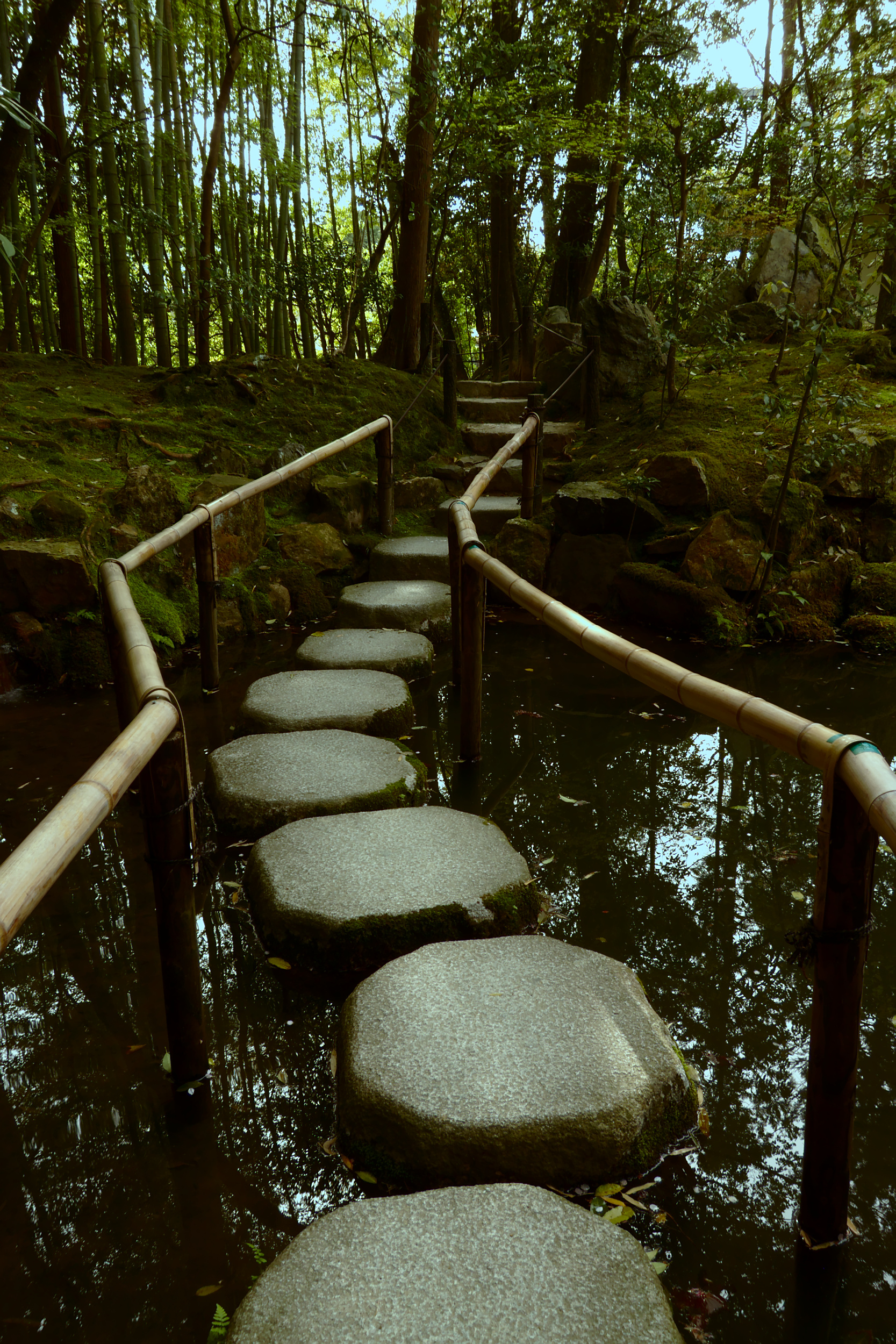
Pas japonais traversant un étang dans un jardin de Kyoto, Japon

Le pas japonais est une dalle de jardin, qui revêt une forme rectangulaire ou irrégulière. Il est posé à même le sol, sur la pelouse ou entouré de gravillons. L'assemblage se fait de façon espacée et dessine un cheminement qui relie les différentes parties du jardin. Les pas japonais sont disposés de telle sorte qu'en marchant les pieds reposent sur les dalles et non sur la surface environnante.

## Historique
Les pas « japonais » sont utilisés depuis plusieurs siècles dans l'archipel nippon. On y trouve des régions très pluvieuses, où les Japonais avaient pris l'habitude de façonner les chemins d'allées ou de jardins avec des alignements de pierres. Ils les utilisaient de façon harmonieuse pour éviter les passages délicats et les zones humides. Le concept s'est ensuite exporté vers les jardins européens. 
Le pas japonais est appelé «Tobi ishi » par les Japonais, ce qui signifie « pierres volantes ». Il est devenu un composant majeur du jardin japonais. Dans le respect de la tradition japonaise, sa pose obéit à des règles précises. À noter qu'il n'existe pas un mais des pas japonais, selon qu'ils présentent un arrangement strict et géométrique (« Shin »), libre et naturel (« So ») ou un mélange des deux styles (« Gyo »). 

## Intérêts

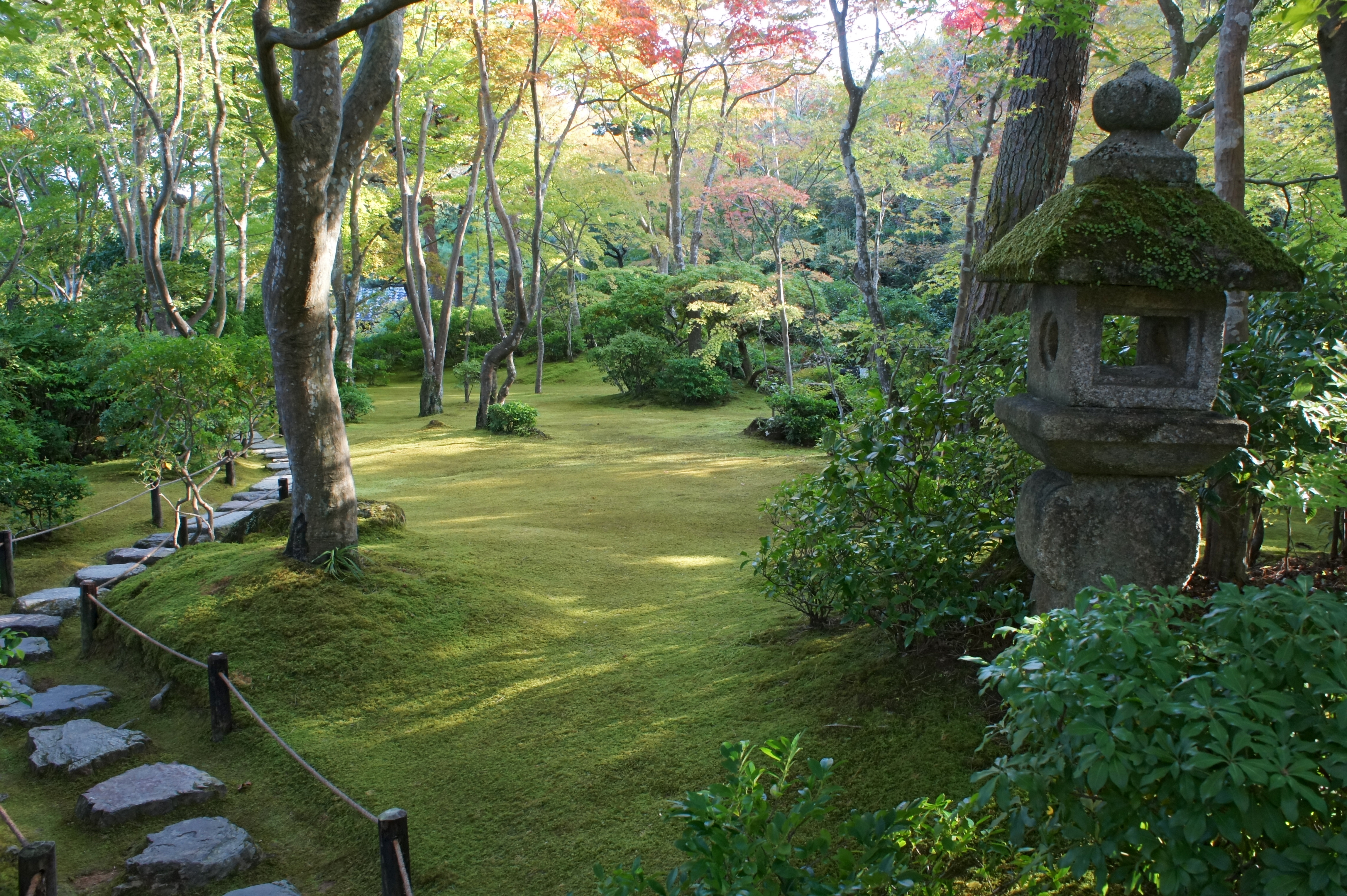
Pas japonais, Kyoto, Japon

Les pas japonais constituent un ensemble qui s'intègre de façon naturelle et épurée au jardin pour figurer une allée. Ils figurent l'unité du minéral avec le végétal selon l'inspiration du mouvement zen japonais. Ils guident le regard et vont moduler la marche. Rapprochées, les dalles incitent à ralentir. Éloignées, la marche devient plus libre. Leur usage s'est aujourd'hui étendu à tous types de jardins, contemporains comme traditionnels, en raison de la diversité des matériaux employés, des formes et des assemblages.  
À l'aspect très esthétique s'ajoute le côté pratique, car ils préservent d'abîmer la pelouse par le passage des visiteurs. Pour le promeneur, ils évitent de se salir, a fortiori quand la terre est gorgée d'eau. Ils offrent également un chemin tracé discret voire ludique, pour parcourir et explorer le jardin. Selon l'espacement et la disposition des dalles (alignée, en quinconce ou aléatoire), les pas japonais permettent de rythmer la balade. Leur distance est généralement celle d'un petit pas (selon les individus de 40 à 60 cm,  pour une distance prise au milieu de la dalle). 
On les retrouve dans les allées de jardin, en bordure de terrasse pour inviter à la promenade ou de potager. 

## Matière et forme
Les pas japonais sont faits de pierre naturelle (granite, grès, schiste en particulier l'ardoise, marbre), de pierre reconstituée, de béton, de bois, de fonte voire de résine imputrescible.  Ils ont une forme rectangulaire ou carrée, mais le plus souvent volontairement irrégulière.
Le choix de matériaux se fait selon la couleur, l'aspect brut ou fini des dalles, la rugosité, la durabilité et le prix. Les modèles les plus coûteux sont souvent en pierre naturelle choisie pour le rendu, la rugosité naturelle qui la rend antidérapante lors des périodes de pluies ou de gel, et la résistance aux intempéries et à l'usure. L'ardoise est très répandue en raison de son aspect brut et naturel, de son confort pour la marche, de sa brillance au soleil et de la facilité de mise en œuvre. Les matériaux les moins coûteux sont en béton moulé et imprimé pour lui donner un rendu naturel, ou encore en bois mais ce dernier a l'inconvénient d'être putrescible et devra être renouvelé périodiquement.

## Mise en place
Sur du gazon naturel, ils reposent sur un lit de sable (décaissement du gazon de la hauteur de la dalle plus 5 cm pour le sable). Pour le marquage du cheminement, il est possible de s'aider d'un tuyau d'arrosage pour repérer la position des dalles. Une fois en place, les pas japonais se retrouvent à fleur de sol. Leur planéité parfaite de pose sera si besoin confirmée à l'aide d'un niveau, car l'horizontalité garantira un passage sans inconvénient de la tondeuse,.   
Disposés sur une allée de graviers, la mise en place se fait par décaissement sur la hauteur de la dalle, puis la mise en place d'un feutre géotextile pour éviter la repousse d'adventices (mauvaises herbes). Le feutre est recouvert d'un petit lit de sable puis des gravillons et finalement de la dalle.